# سیمون مکینوک
سیمون مکینوک (انگلیسی: Simon Makienok؛ زادهٔ ۲۱ نوامبر ۱۹۹۰) بازیکن فوتبال اهل دانمارک است.
از باشگاه‌هایی که در آن بازی کرده‌است می‌توان به باشگاه فوتبال بروندبی، باشگاه فوتبال پالرمو، باشگاه فوتبال چارلتون اتلتیک، باشگاه فوتبال پرستون نورث اند، و باشگاه ورزشی هورسنس اشاره کرد.
وی همچنین در تیم‌های ملی فوتبال زیر ۱۹ سال، زیر ۲۰ سال، زیر ۲۱ سال و بزرگسالان دانمارک بازی کرده‌است.